# Bombo

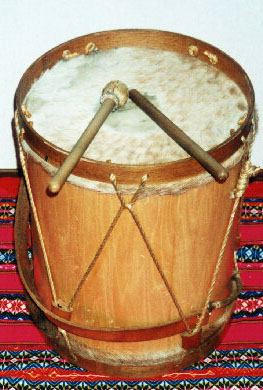
Argentinische Bombo

Die Bombo, auch Bombo legüero, ist eine zweifellige Zylindertrommel, die in der argentinischen Musik gespielt wird. Bombo genannte Trommeln kommen in unterschiedlichen Größen auch in Bolivien und Kolumbien in der andinen Volksmusik vor. Der Name ist lautmalerisch und wurde wie die Bauform mit den Portugiesen und Spaniern verbreitet.
Der Korpus wird ursprünglich aus einem Holzstamm gefertigt, in neuerer Zeit auch aus schichtverleimtem Sperrholz. Die Röhrentrommel wird in der Vertikalen gespielt, indem der Trommler sie mit einem Riemen über die Schulter vor dem Körper trägt. Das Instrument besitzt eine flexible Knebelspannung und ist auch bei verschiedenen Wettereinflüssen gut stimmbar. Der Beiname legüero bedeutet, dass die Trommel über eine Entfernung von einem Legua (über fünf Kilometer) zu hören sein soll.